# Klasse van nitrofiele zomen
De klasse van nitrofiele zomen (Galio-Urticetea) is een klasse van syntaxa die betrekkelijk typerend zijn voor stikstofrijke standplaatsen die min of meer zijn beschaduwd. De Nederlandse plantengemeenschappen uit deze klasse komen vooral voor op matig vochthoudende tot vochtige bodems die sporadisch tot nooit worden overspoeld door oppervlaktewater.

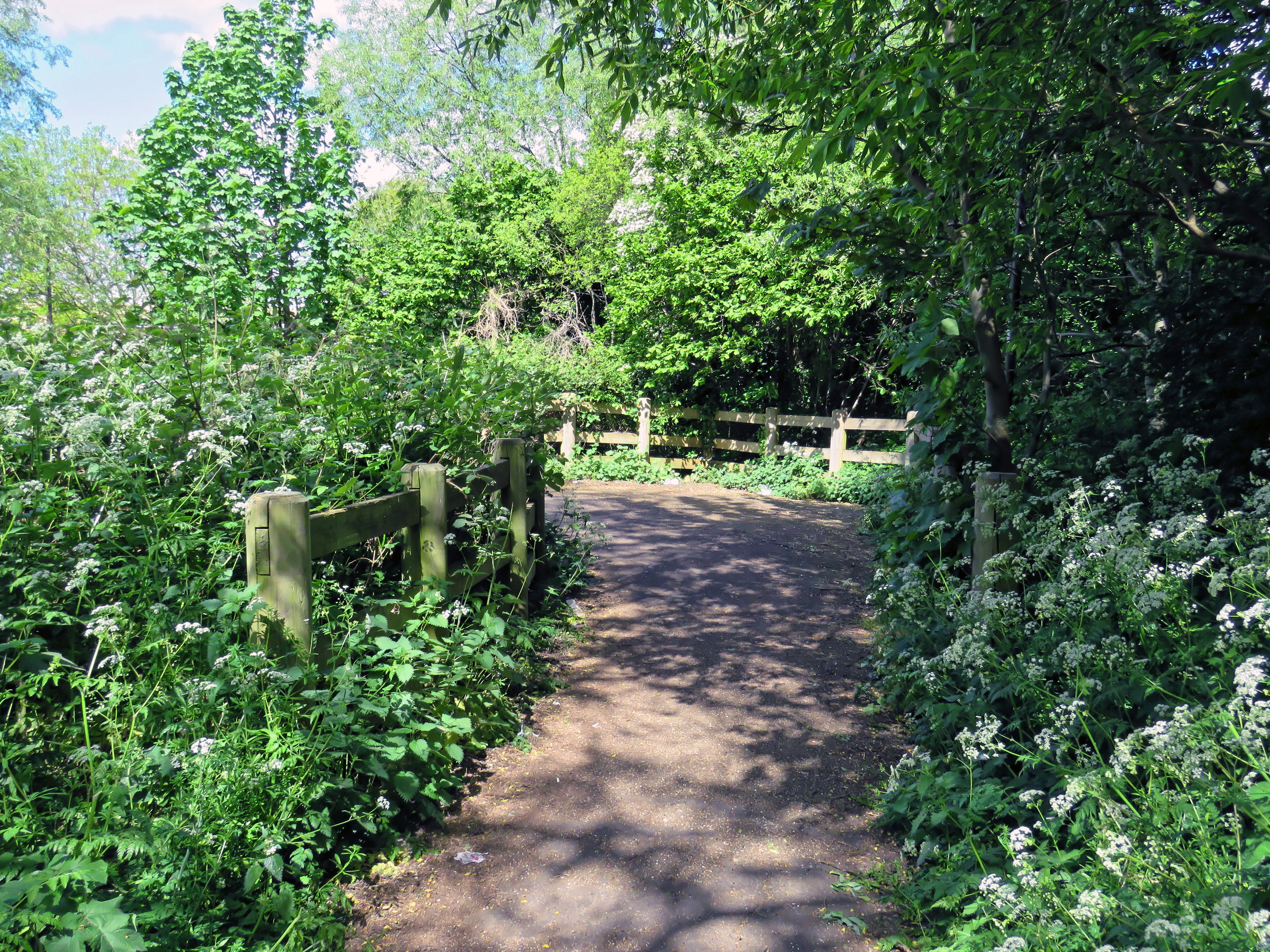
Zomen van de zevenblad-associatie (Urtico-Aegopodietum), langs beide kanten van een wandelpad in Waltham Forest.

## Naamgeving en codering

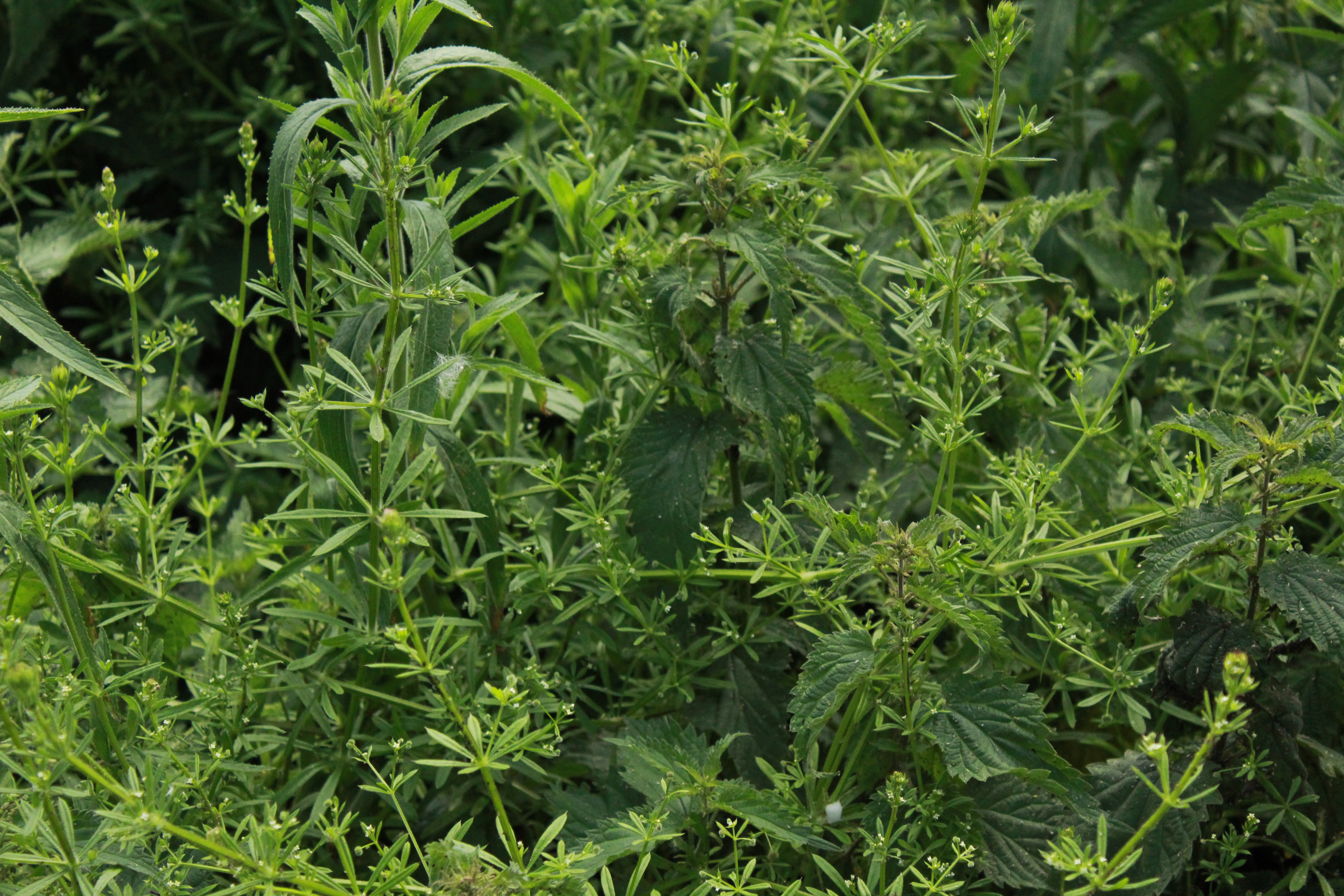
Een close-up van een nitrofiele zoom met onder andere de twee naamgevende kensoorten: kleefkruid (Galium aparine) en grote brandnetel (Urtica dioica).

- Engels: Nitrophilous perennial vegetation of wet to mesic habitats[1]
- Duits: Klebkraut-Brennessel-Ruderalgesellschaften
- Hongaars: Árnyas-nyirkos termőhelyek ruderális szegélytársulásai
- Kroatisch: Nitrofilna, skiofilna ruderalna vegetacija[2]
- Syntaxoncode voor Nederland (rVvN): r34

De wetenschappelijke naam Galio-Urticetea is afgeleid van de botanische namen van kleefkruid (Galium aparine) en grote brandnetel (Urtica dioica). Beide soorten zijn kensoorten van de klasse; grote brandnetel is daarenboven een constante soort.
Hoewel de Nederlandse naam doet vermoeden dat de klasse enkel zoomgemeenschappen betreft, kent ze ook vlakdekkende begroeiingen. Bovendien wordt de klasse van nitrofiele zomen in De vegetatie van Nederland niet ingedeeld bij 'zomen' maar bij 'ruigten'.

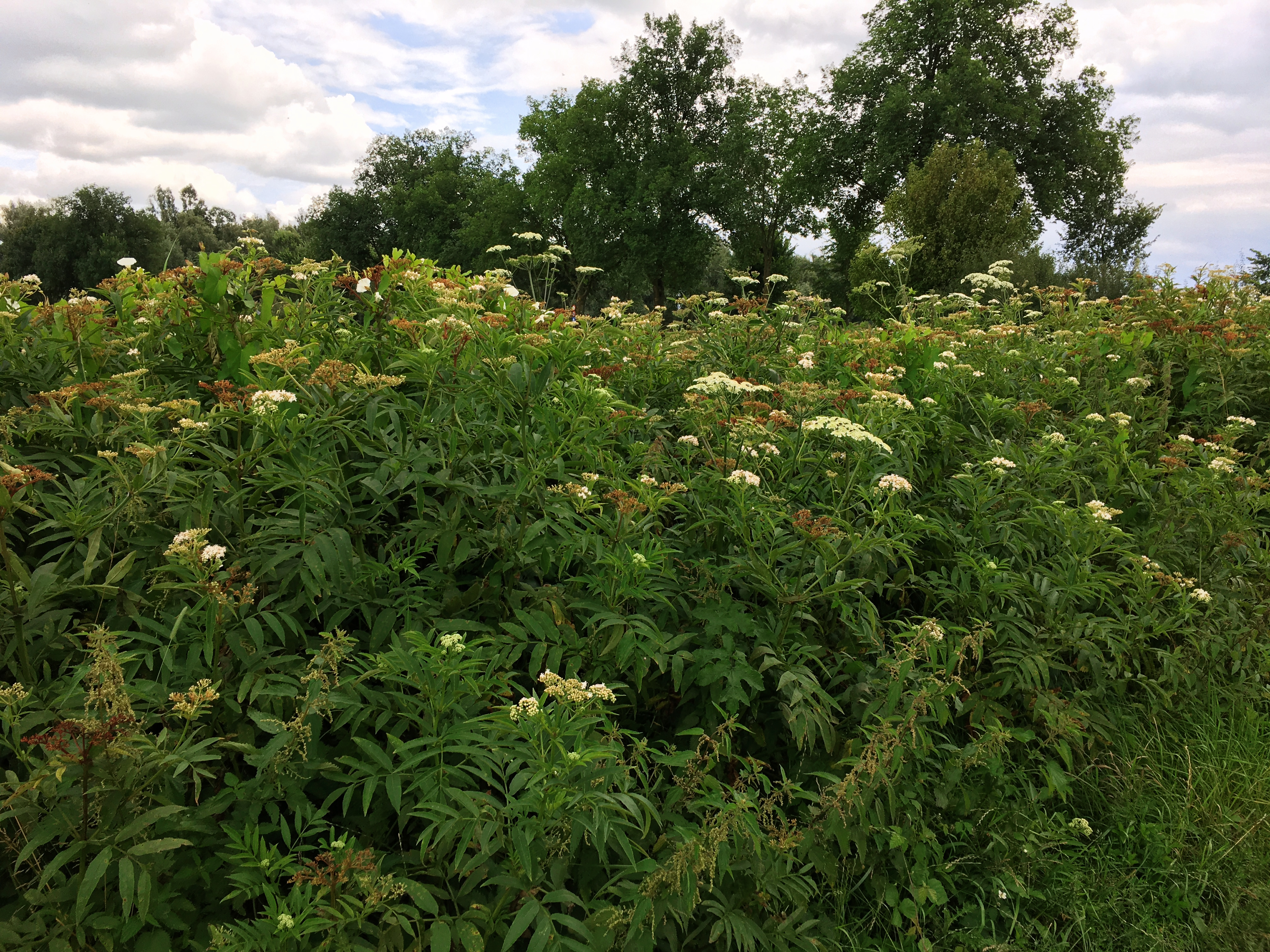
Het zomeraspect van een zoomvegetatie van de kruidvlier-associatie (Heracleo-Sambucetum ebuli) in de Ooijpolder.

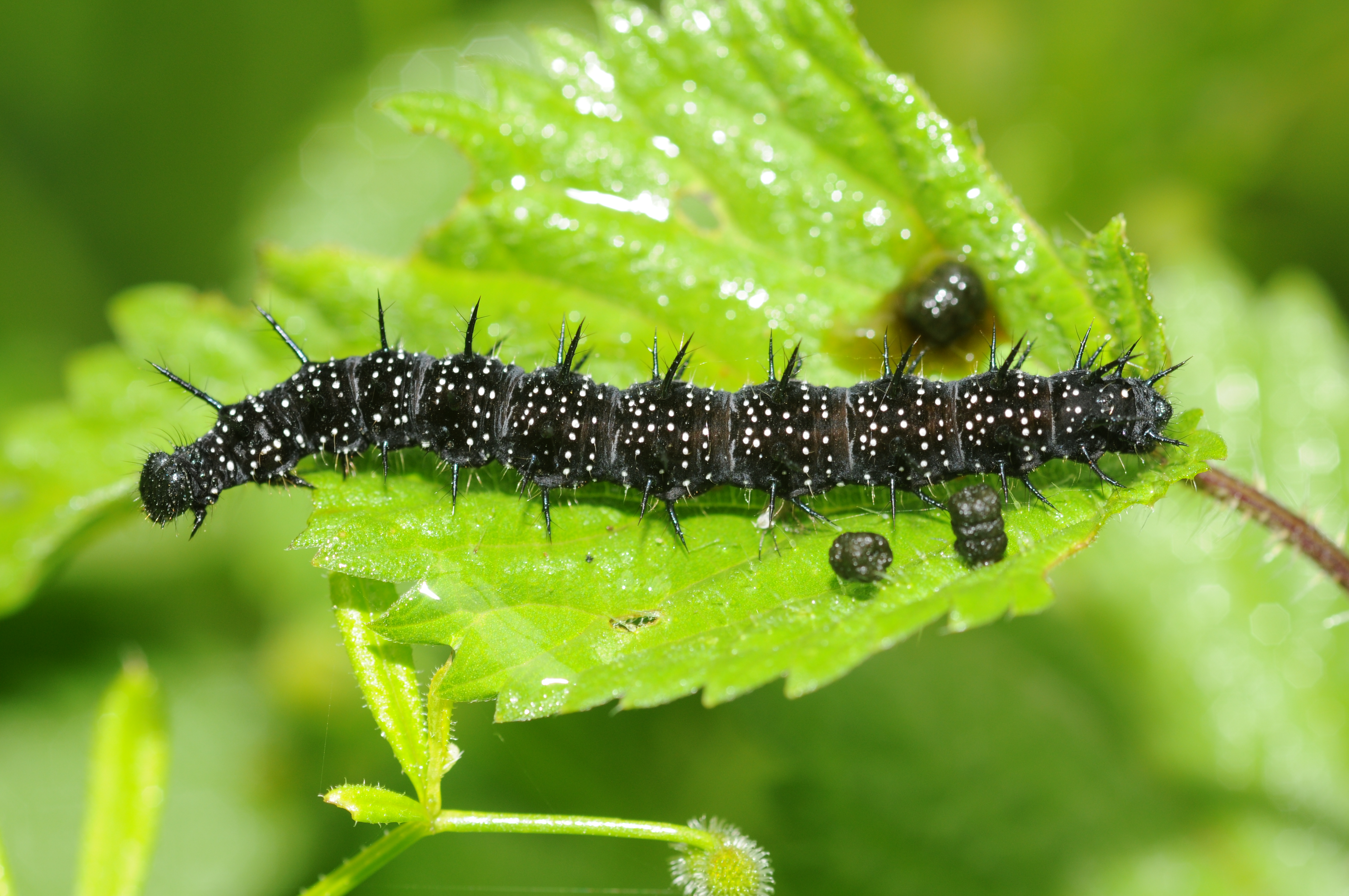
Veel begroeiingen uit de klasse van nitrofiele zomen vormen belangrijke plekken waar rupsen kunnen opgroeien, zoals de dagpauwoog.

## Fysiognomie
Het vegetatieaspect van het merendeel van de syntaxa uit de klasse van nitrofiele zomen wordt bepaald door witbloeiende kruiden.

### Symmorfologie
De symmorfologie van de gemeenschappen uit deze klasse die in Nederland voorkomen, wordt voornamelijk gekenmerkt door middelhoge en hoog opschietende, overblijvende kruiden. De klasse omvat hoofdzakelijk zoomgemeenschappen, alhoewel ze in mindere mate ook vlakdekkende begroeiingen kent. De klasse kent ook uitgesproken ruigtegemeenschappen, waarbij de vegetatie zeer dicht en weelderig is, en hoog opschietende kruiden domineren.

## Ecologie
In Nederland en Vlaanderen wordt de klasse van nitrofiele zomen voornamelijk aangetroffen bij houtwallen, heggen, hekken en overige beschutte standplaatsen bij bomen en/of struiken. Vaak zijn de gemeenschappen uit deze klasse te zien als lintvormige vegetatie bij min of meer beschutte bermen langs wegen en paden. Als vlakvormige vegetatie worden ze meestal aangetroffen in opengevallen plekken in bossen op eutrofe bodems.

## Onderliggende syntaxa in Nederland en Vlaanderen
Van de klasse van nitrofiele zomen komen in Nederland en Vlaanderen twee orden voor, met allebei slechts één verbond. De klasse wordt hoofdzakelijk vertegenwoordigd door het verbond van look-zonder-look (Galio-Alliarion), dat in Nederland en Vlaanderen een zestal associaties kent. Van de klasse van nitrofiele zomen zijn in Nederland vijf rompgemeenschappen en drie derivaatgemeenschappen bekend.
- - orde van nitrofiele zomen (Glechometalia)
    - verbond van look-zonder-look (Galio-Alliarion)
      - associatie van fijne kervel en winterpostelein (Claytonio-Anthriscetum caucalidis)
      - heggendoornzaad-associatie (Torilidetum japonicae)
      - kruisbladwalstro-associatie (Urtico-Cruciatetum)
      - associatie van look-zonder-look en dolle kervel (Alliario-Chaerophylletum)
      - zevenblad-associatie (Urtico-Aegopodietum)
      - kruidvlier-associatie (Heracleo-Sambucetum ebuli)

  - bosandoorn-orde (Circaeo lutetianae-Stachyetalia sylvaticae)
    - wolfskers-verbond (Atropion bellae-donnae)
      - associatie van ruig hertshooi en koninginnekruid (Atropo bellae-donnae-Epilobietum)

Derivaatgemeenschappen

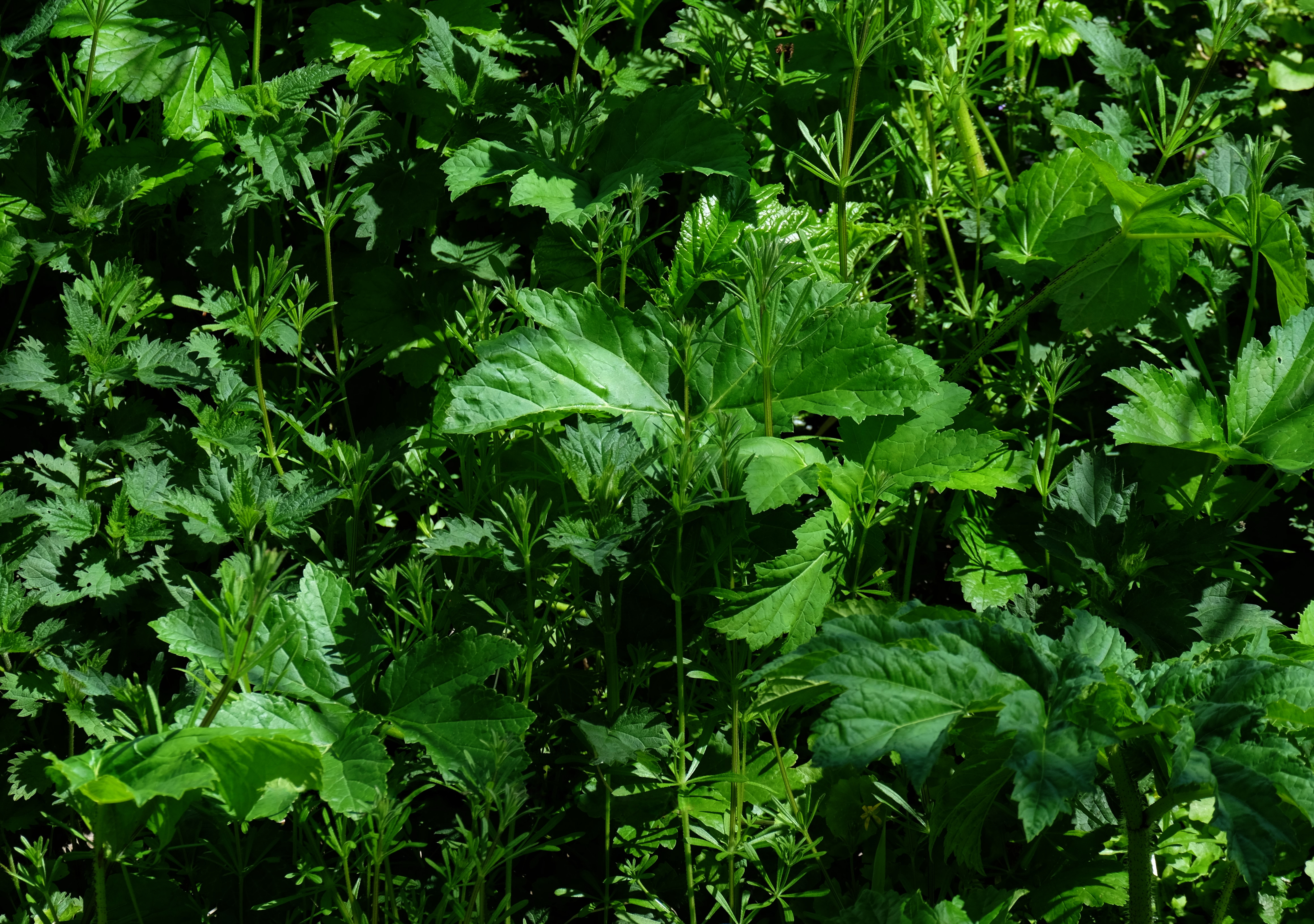
Voorjaarsaspect van een begroeiing van de derivaatgemeenschap van reuzenberenklauw (DG Heracleum mantegazzianum-[Galio-Urticetea])

- Derivaatgemeenschap met reuzenberenklauw (DG Heracleum mantegazzianum-[Galio-Urticetea])
- Derivaatgemeenschap met Japanse duizendknoop (DG Fallopia japonica-[Galio-Urticetea])
- Derivaatgemeenschap met adelaarsvaren (DG Pteridium aquilinum-[Galio-Urticetea])
- Derivaatgemeenschap met reuzenbalsemien (DG Impatiens glandulifera-[Convolvulo-Filipenduletea/Galio-Urticetea])

Rompgemeenschappen
- Rompgemeenschap met grote brandnetel (RG Urtica dioica-[Galio-Urticetea])
- Rompgemeenschap met fluitenkruid (RG Anthriscus sylvestris-[Galio-Urticetea])
- Rompgemeenschap met groot hoefblad (RG Petasites hybridus-[Galio-Urticetea])
- Rompgemeenschap met koninginnekruid en duinriet (RG Eupatorium cannabinum-Calamagrostis epigejos-[Galio-Urticetea])
- Rompgemeenschap met ridderzuring (RG Rumex obtusifolius-[Galio-Urticetea/Plantaginetea majoris])

## Verspreiding
Oorspronkelijk waren deze plantengemeenschappen rivierbegeleidend; de meeste hebben zich echter goed verspreid in het cultuurlandschap. In de laagveengebieden en op de Waddeneilanden is de klasse wat minder algemeen.

## Diagnostische taxa voor Nederland en Vlaanderen

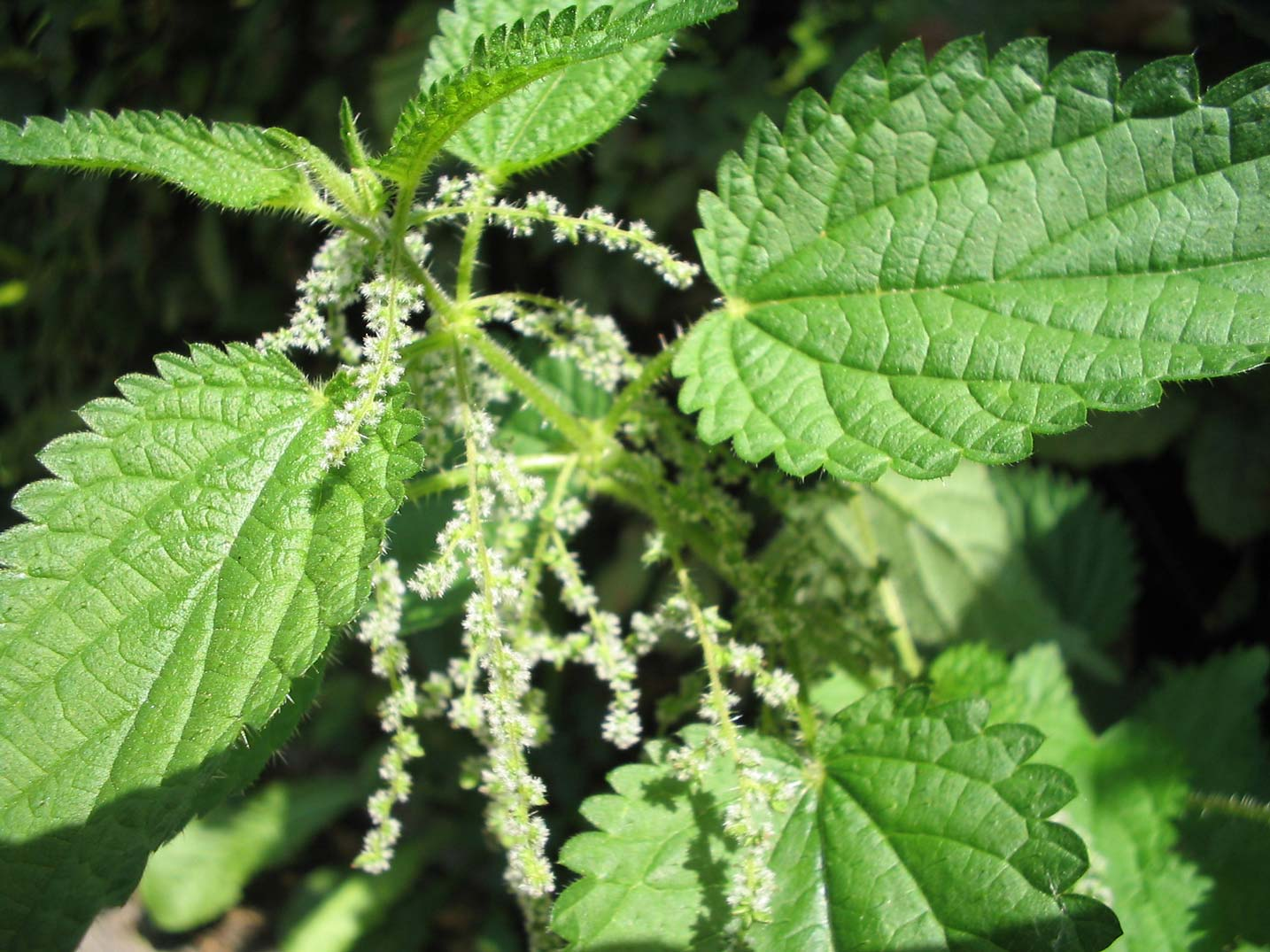
Grote brandnetel
(Urtica dioica)

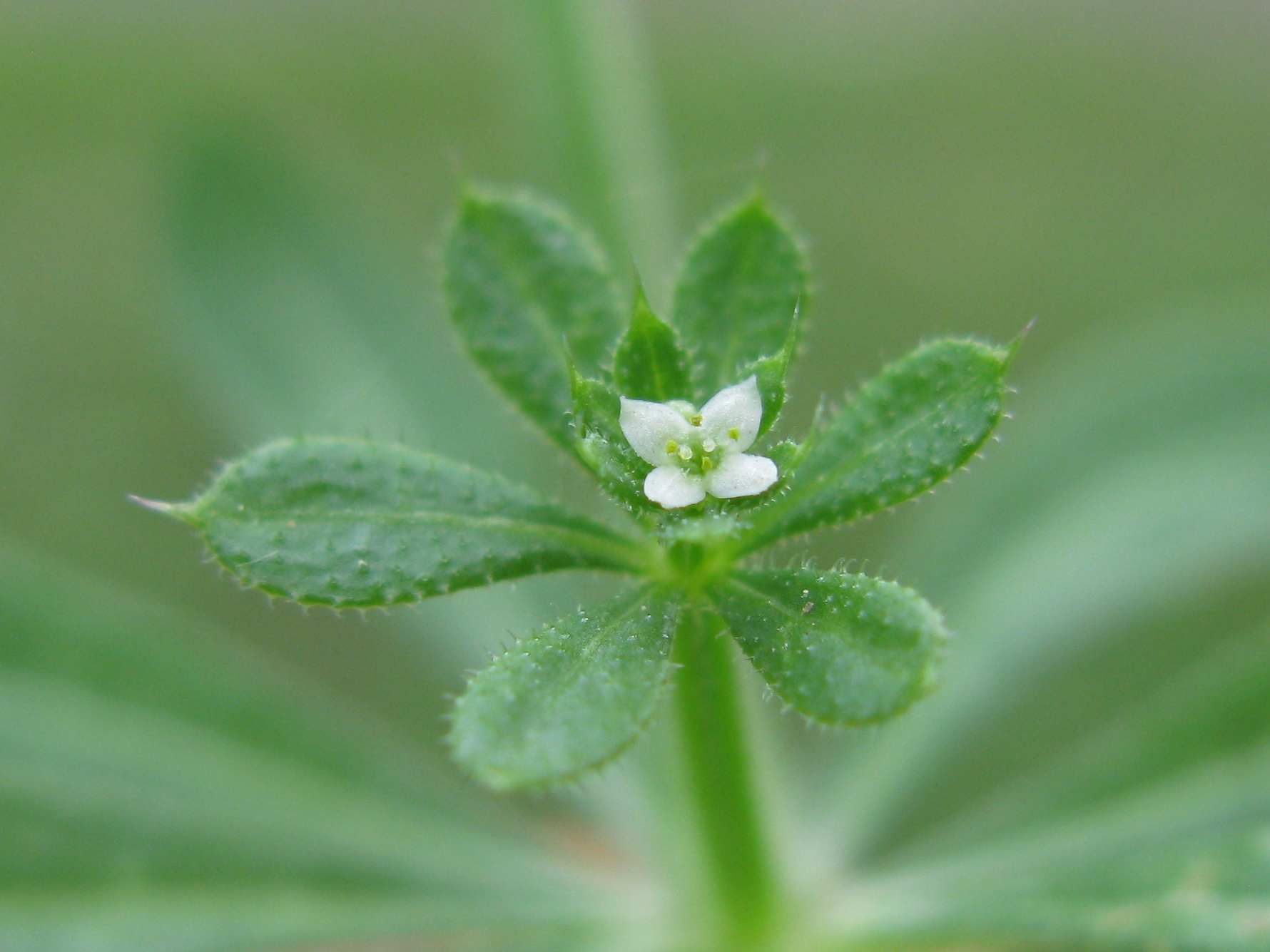
Kleefkruid
(Galium aparine)

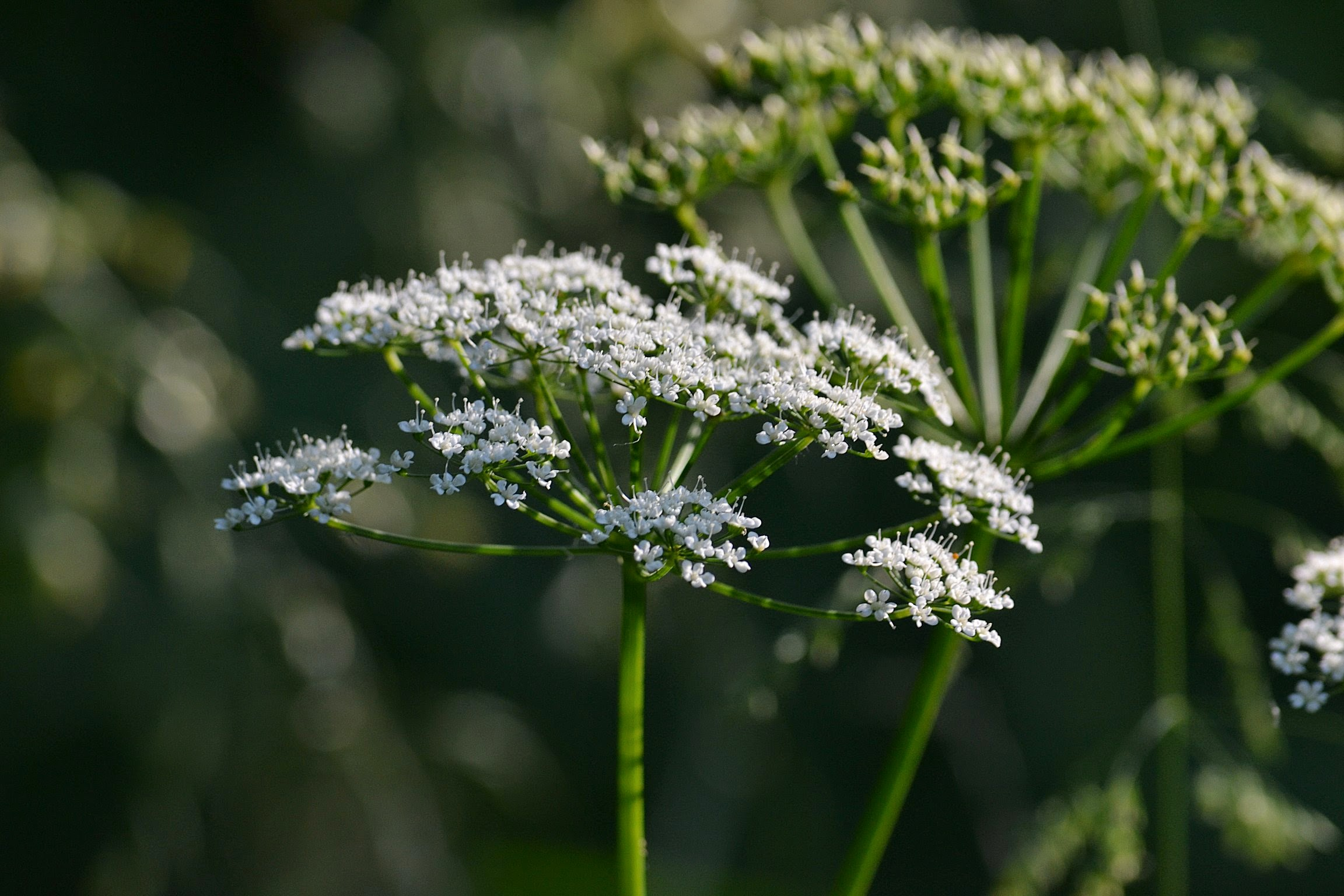
Zevenblad
(Aegopodium podagraria)

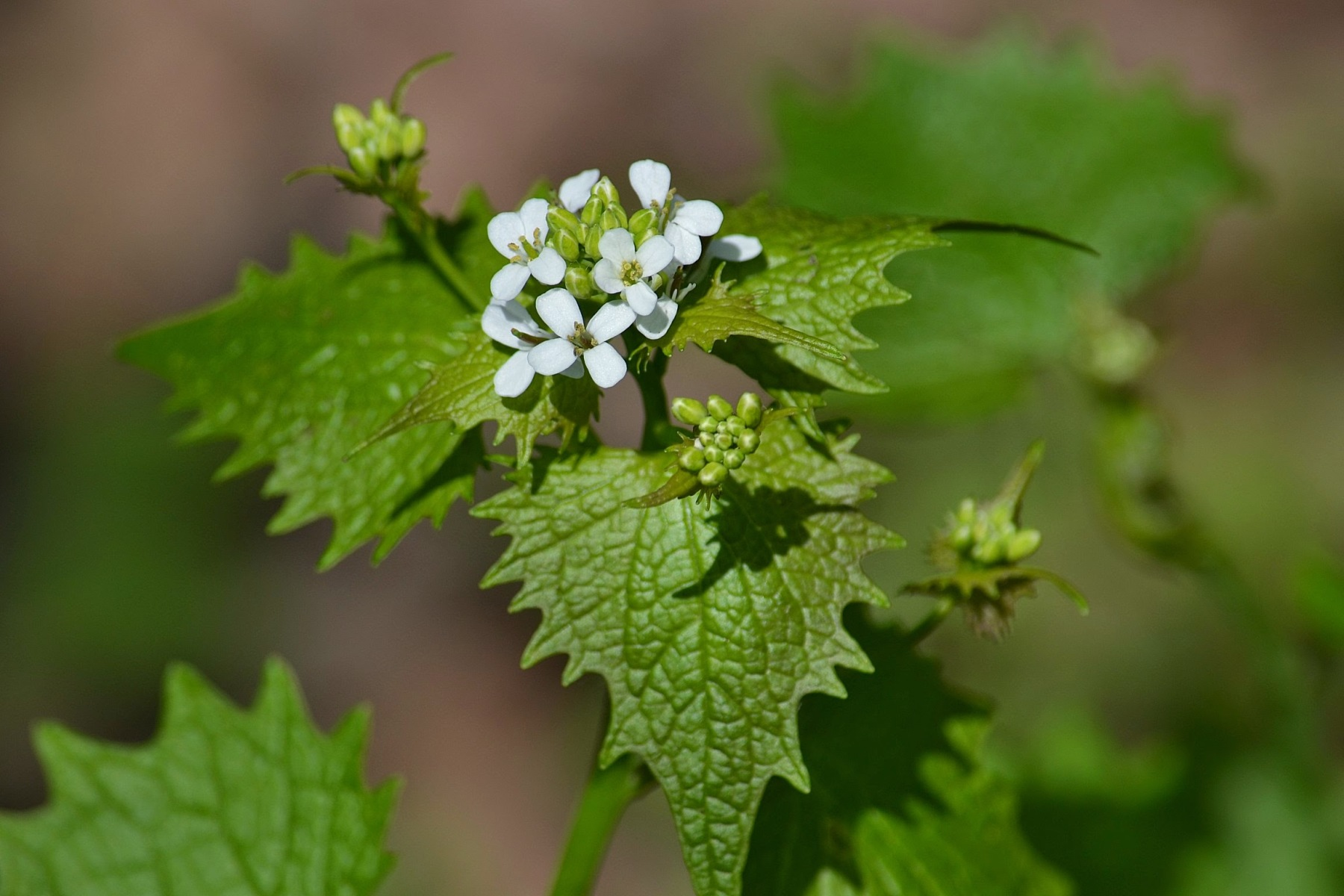
Look-zonder-look
(Alliaria petiolata)

In de onderstaande tabel staan belangrijke diagnostische plantentaxa van de klasse van nitrofiele zomen voor Nederland en Vlaanderen.
| Kentaxon | Triviale naam           | Botanische naam                     |
| -------- | ----------------------- | ----------------------------------- |
| kK       | kleefkruid              | Galium aparine                      |
| kK       | grote brandnetel        | Urtica dioica                       |
| kK       | hondsdraf               | Glechoma hederacea                  |
| kK       | look-zonder-look        | Alliaria petiolata                  |
| kK       | akkerkool               | Lapsana communis                    |
| kK       | zevenblad               | Aegopodium podagraria               |
| kK       | gevlekte dovenetel      | Lamium maculatum                    |
|          | witte dovenetel         | Lamium album                        |
|          | dolle kervel            | Chaerophyllum temulum               |
|          | knolribzaad             | Chaerophyllum bulbosum              |
|          | groot glaskruid         | Parietaria officinalis              |
|          | heggendoornzaad         | Torilis japonica                    |
|          | kleine kaardebol        | Dipsacus pilosus                    |
|          | kruisbladwalstro        | Cruciata laevipes                   |
|          | kruidvlier              | Sambucus ebulus                     |
|          | winterpostelein         | Claytonia perfoliata                |
|          | ruw beemdgras           | Poa trivialis                       |
|          | gewone berenklauw       | Heracleum sphondylium               |
|          | stinkende gouwe         | Chelidonium majus                   |
|          | fluitenkruid            | Anthriscus sylvestris               |
|          | kweek                   | Elymus repens                       |
|          | robertskruid            | Geranium robertianum                |
|          | geel nagelkruid         | Geum urbanum                        |
|          | dagkoekoeksbloem        | Silene dioica                       |
|          | kruipende boterbloem    | Ranunculus repens                   |
|          | gewone hennepnetel      | Galeopsis tetrahit                  |
|          | bosklimopereprijs       | Veronica hederifolia subsp. lucorum |
|          | speenkruid              | Ficaria verna                       |
|          | klimop                  | Hedera helix                        |
|          | ijle dravik             | Anisantha sterilis                  |
|          | overblijvende ossentong | Pentaglottis sempervirens           |

## Afgeleide gemeenschappen
Hieronder worden de afgeleide gemeenschappen besproken die klassebreed binnen de klasse van nitrofiele zomen worden onderscheiden in Nederland en Vlaanderen.

### Derivaatgemeenschappen
Derivaatgemeenschap met reuzenberenklauw

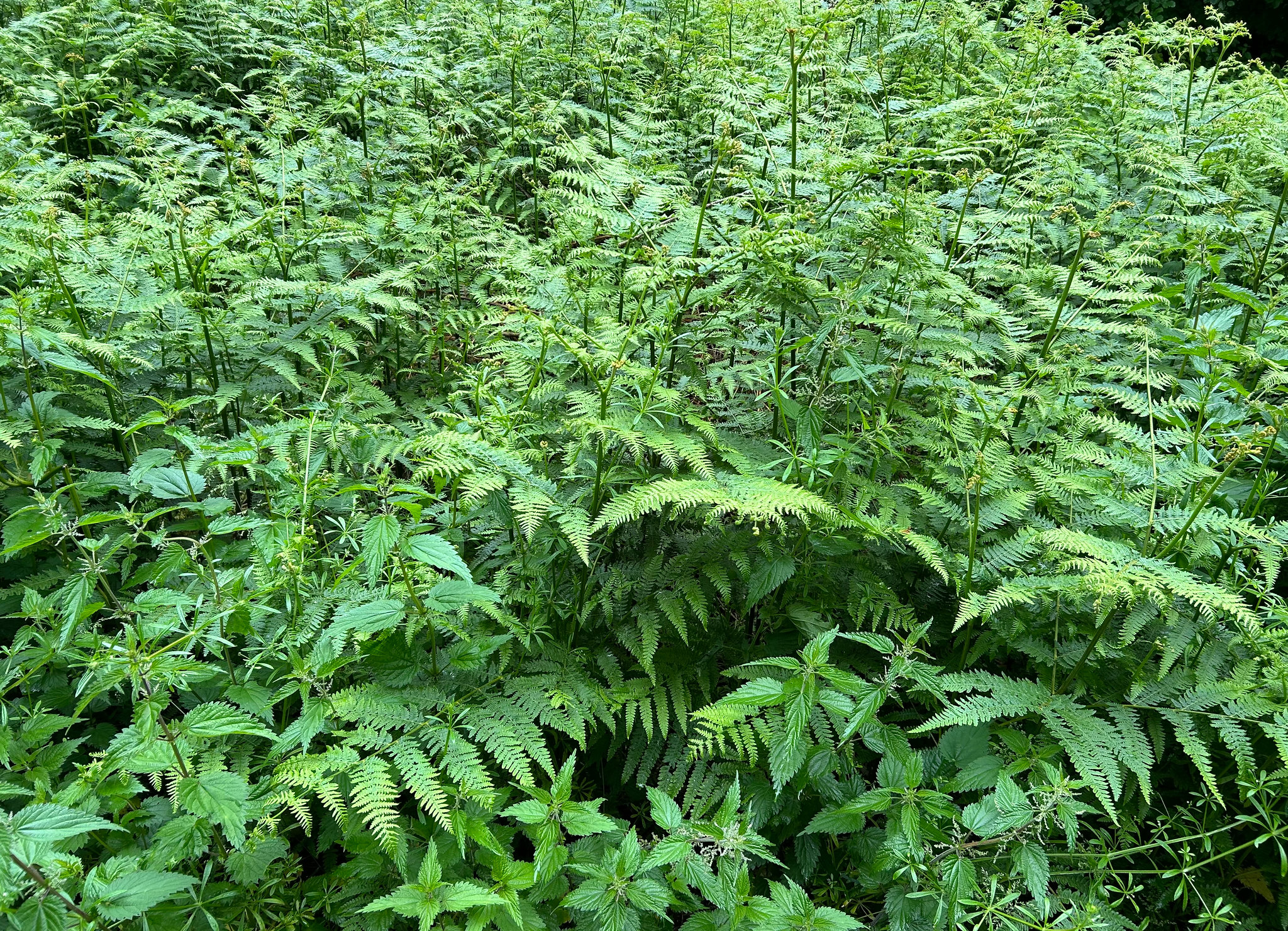
DG Pteridium aquilinum-[Galio-Urticetea.

Een derivaatgemeenschap met reuzenberenklauw (DG Heracleum mantegazzianum-[Galio-Urticetea]) wordt gedomineerd door reuzenberenklauw, een zeer hoogopschietende invasieve exoot, die bij aanraking verwondingen veroorzaakt. De soort is in staat soortenarme dominantiegemeenschappen te vormen in nitrofiele zomen, die verder worden begeleid door algemene nitrofiele kruiden. De Nederlandse syntaxoncode (rVvN) voor deze derivaatgemeenschap is r34DG01.
Derivaatgemeenschap met Japanse duizendknoop
Een derivaatgemeenschap met Japanse duizendknoop (DG Fallopia japonica-[Galio-Urticetea]) wordt gedomineerd door Japanse duizendknoop, een agressieve invasieve exoot uit Japan. De soort kan soortenarme dominantiegemeenschappen in nitrofiele zomen, die verder worden begeleid door algemene nitrofiele kruiden. De Nederlandse syntaxoncode (rVvN) voor deze derivaatgemeenschap is r34DG02.
Derivaatgemeenschap met adelaarsvaren
Een derivaatgemeenschap met adelaarsvaren (DG Pteridium aquilinum-[Galio-Urticetea]) betreft door adelaarsvaren gedomineerde ruigten op eutrofe standplaatsen. De derivaatgemeenschap komt voor op voormalige keiige schorren in het zeekleigebied, en heel af en toe in duingebieden, beekdalen, laagveengebieden en eutrofe standplaatsen in stedelijke milieus. De Nederlandse syntaxoncode (rVvN) voor deze derivaatgemeenschap is r34DG03.

### Rompgemeenschappen
Rompgemeenschap met grote brandnetel

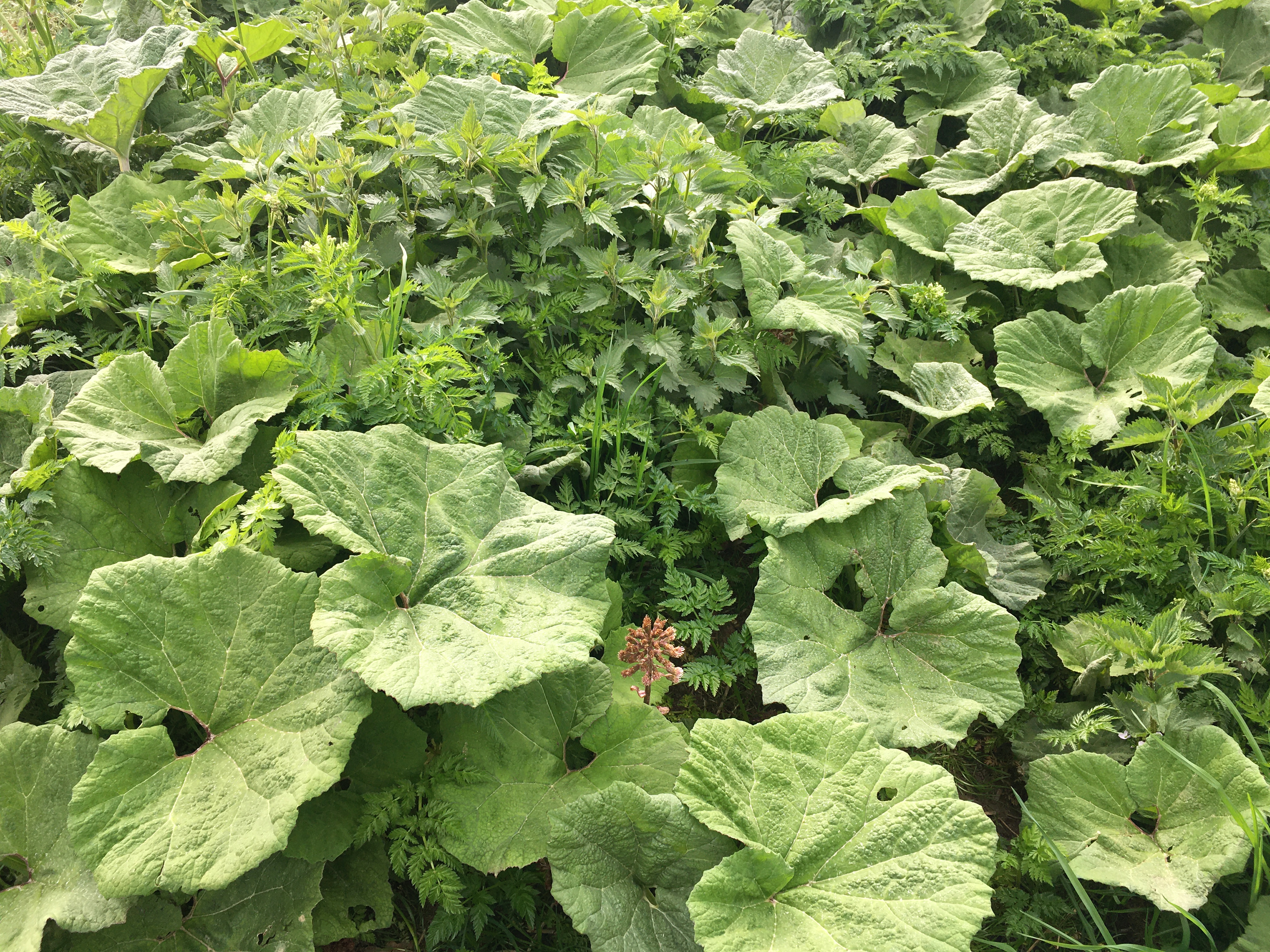
RG Petasites hybridus-[Galio-Urticetea

De rompgemeenschap met grote brandnetel (RG Urtica dioica-[Galio-Urticetea]) is een zeer soortenarme, hypertrafente ruigte die vrijwel geheel wordt gedomineerd door grote brandnetel. Deze rompgemeenschap is meestal het gevolg van een snelle of overmatige nutriëntentoevoer. De Nederlandse syntaxoncode (rVvN) voor deze rompgemeenschap is r34RG01.
Rompgemeenschap met fluitenkruid
]

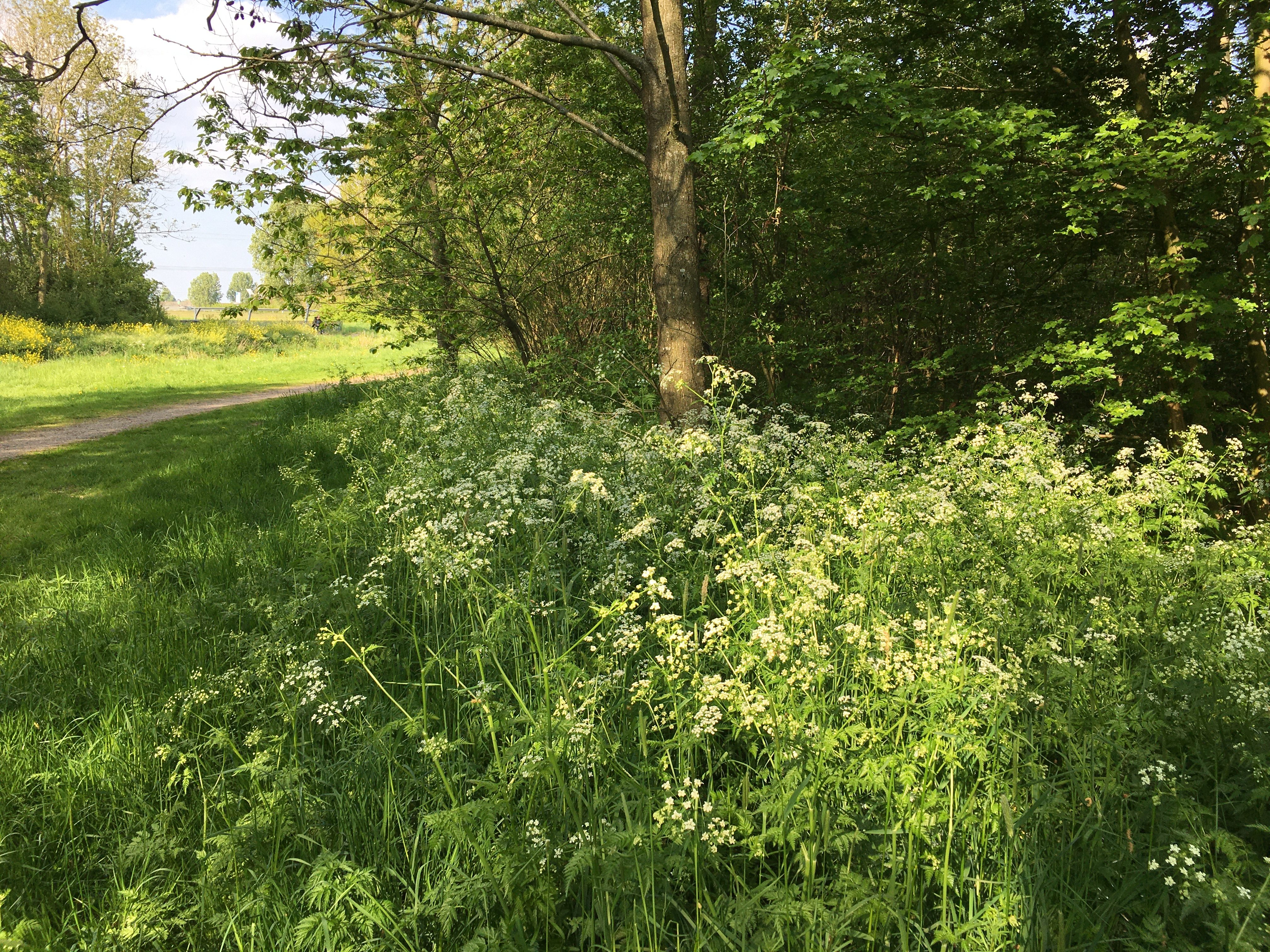
RG Anthriscus sylvestris-[Galio-Urticetea

De rompgemeenschap met fluitenkruid (RG Anthriscus sylvestris-[Galio-Urticetea]) is een soortenarme dominantiegemeenschap op zeer voedselrijke, min of meer beschaduwde plekken waarin fluitenkruid domineert. De Nederlandse syntaxoncode (rVvN) voor deze rompgemeenschap is r34RG02.
Rompgemeenschap met groot hoefblad
]
De rompgemeenschap met groot hoefblad (RG Petasites hybridus-[Galio-Urticetea]) is een soortenarme dominantiegemeenschap waarin groot hoefblad dominant is. Deze rompgemeenschap komt vooral voor op zeer voedselrijke plaatsen langs kanalen en waterpartijen in de bebouwde omgeving. De Nederlandse syntaxoncode (rVvN) voor deze rompgemeenschap is r34RG03.
Rompgemeenschap met koninginnekruid en duinriet
De rompgemeenschap met koninginnekruid en duinriet (RG Eupatorium cannabinum-Calamagrostis epigejos-[Galio-Urticetea]) is een soortenarme dominantiegemeenschap waarin koninginnekruid en ook duinriet domineert. Deze rompgemeenschap komt vooral voor op hellingen waar bos of struweel is verwijderd en de aanwezige organische stof snel mineraliseerd en opgeslagen nutriënten vrijkomen. De Nederlandse syntaxoncode (rVvN) voor deze rompgemeenschap is r34RG04.
Rompgemeenschap met ridderzuring
]

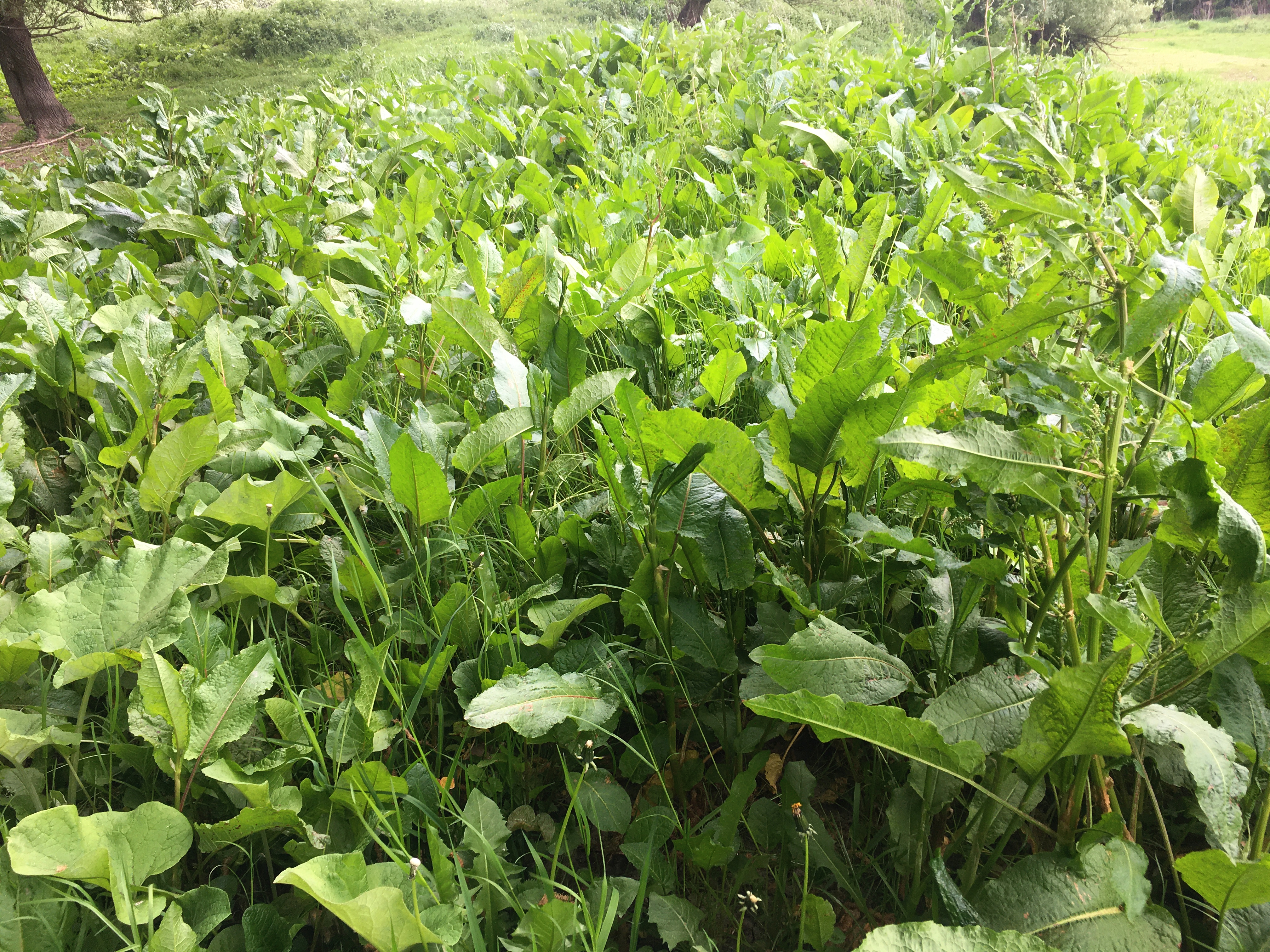
RG Rumex obtusifolius-[Galio-Urticetea/Plantaginetea majoris

De rompgemeenschap met ridderzuring (RG Rumex obtusifolius-[Galio-Urticetea/Plantaginetea majoris]) is soortenarme dominantiegemeenschap waarin ridderzuring domineert. Het is een klasseoverschrijdende rompgemeenschap uit de klasse van nitrofiele zomen en de weegbree-klasse (Plantaginetea majoris). Deze rompgemeenschap ontstaat op zeer voedselrijke, veelal bemeste of vervuilde gronden die zijn omgewerkt door antropogene invloeden. Deze rompgemeenschap komt in het bijzonder voor in en nabij weilanden met paarden. De Nederlandse syntaxoncode (rVvN) voor deze rompgemeenschap is r34RG05.

## Invasieve exoten
In veel plantengemeenschappen uit de klasse van nitrofiele zomen worden relatief vaak invasieve plantentaxa aangetroffen. Betrekkelijk veel uitheemse taxa gedijen dan ook goed in deze klasse, wat enigszins al wordt weerspiegeld in de derivaatgemeenschappen van deze klasse. Naast Japanse duizendknoop en reuzenberenklauw zijn ook Sachalinse duizendknoop, basterdduizendknoop, reuzenbalsemien en de gecultiveerde ondersoort bonte gele dovenetel hardnekkige invasieve exoten in de nitrofiele zomen.

## Fotogalerij

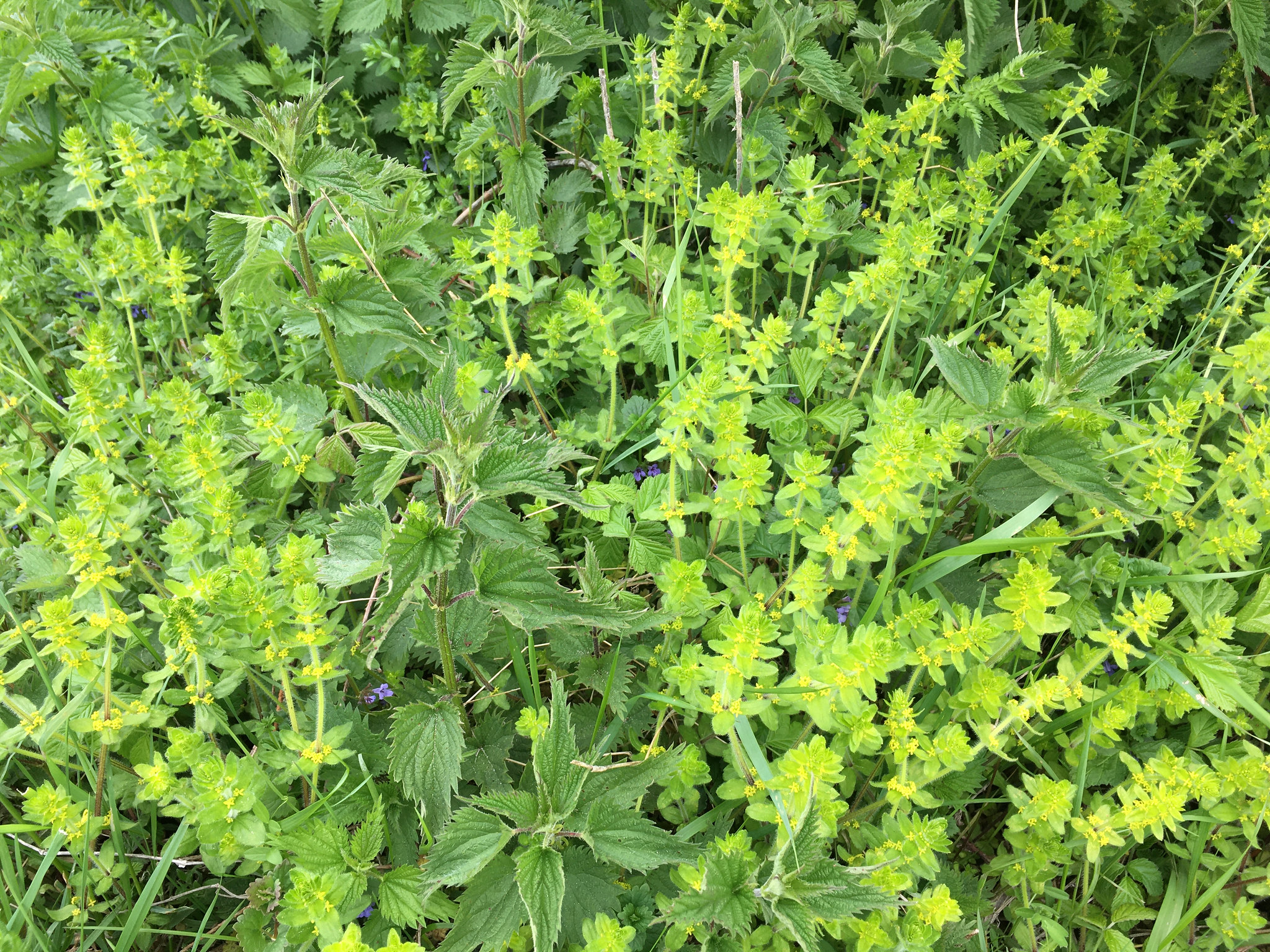
De kruisbladwalstro-associatie
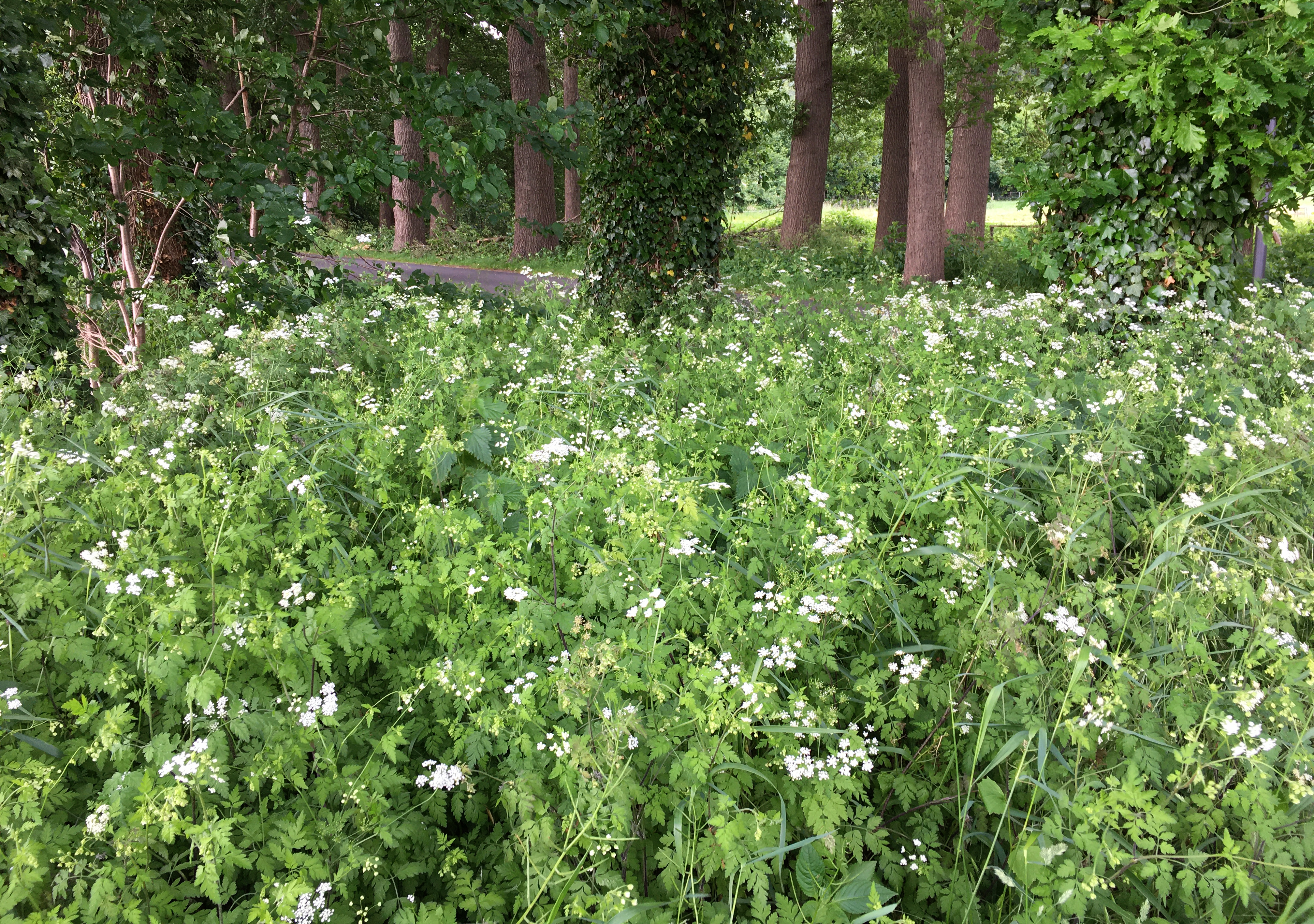
Associatie van look-zonder-look en dolle kervel
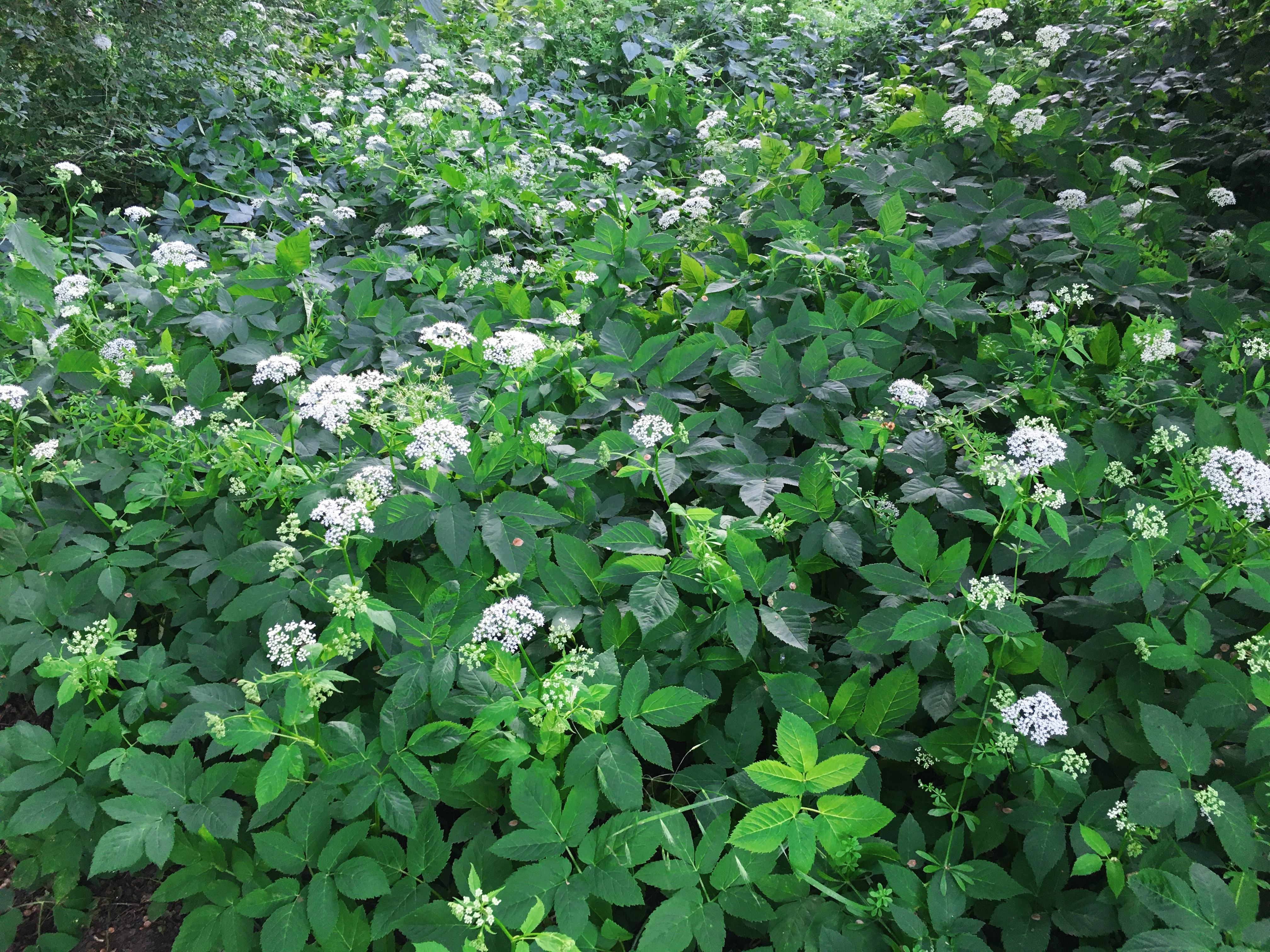
Zevenblad-associatie
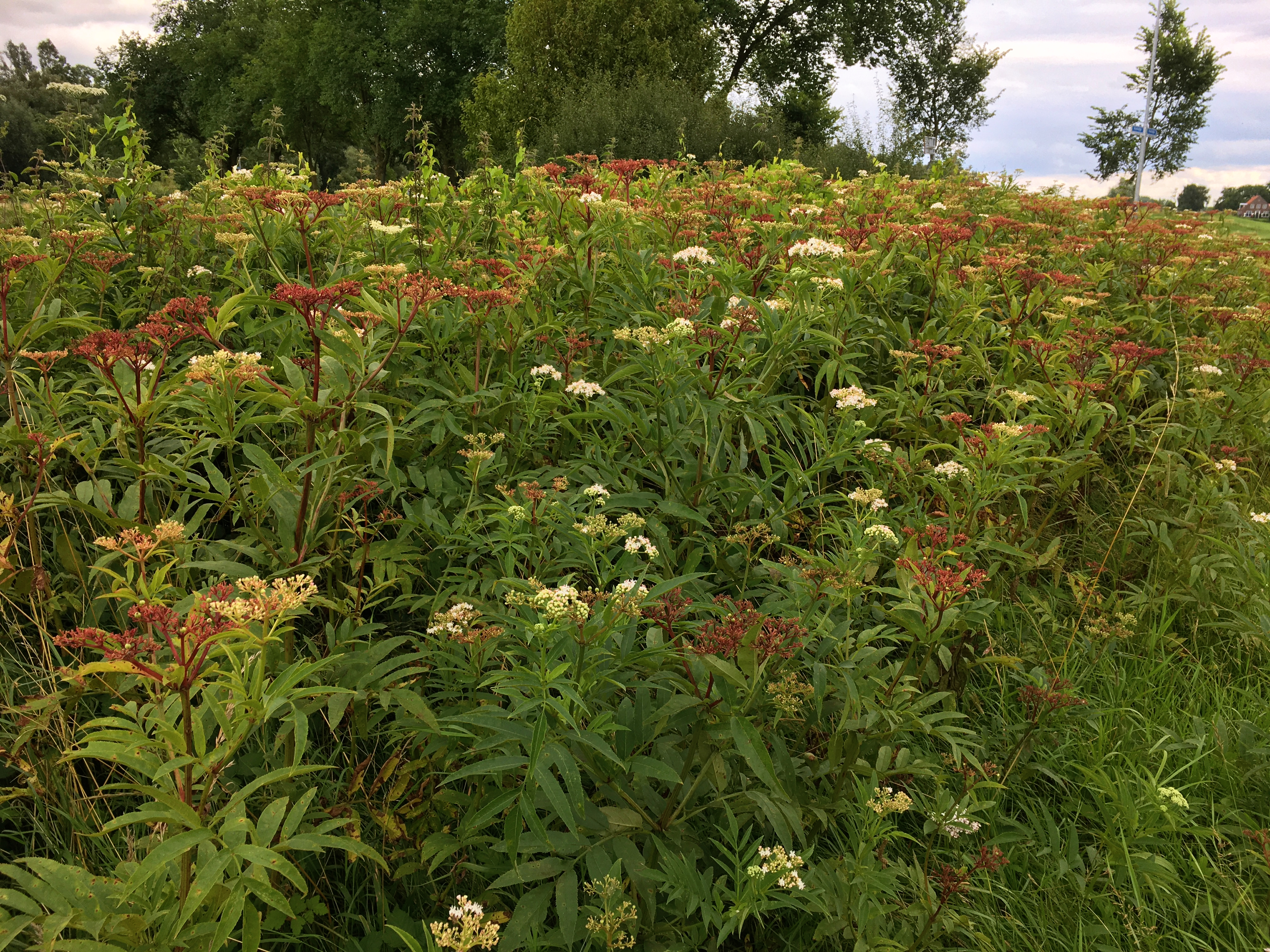
De kruidvlier-associatie
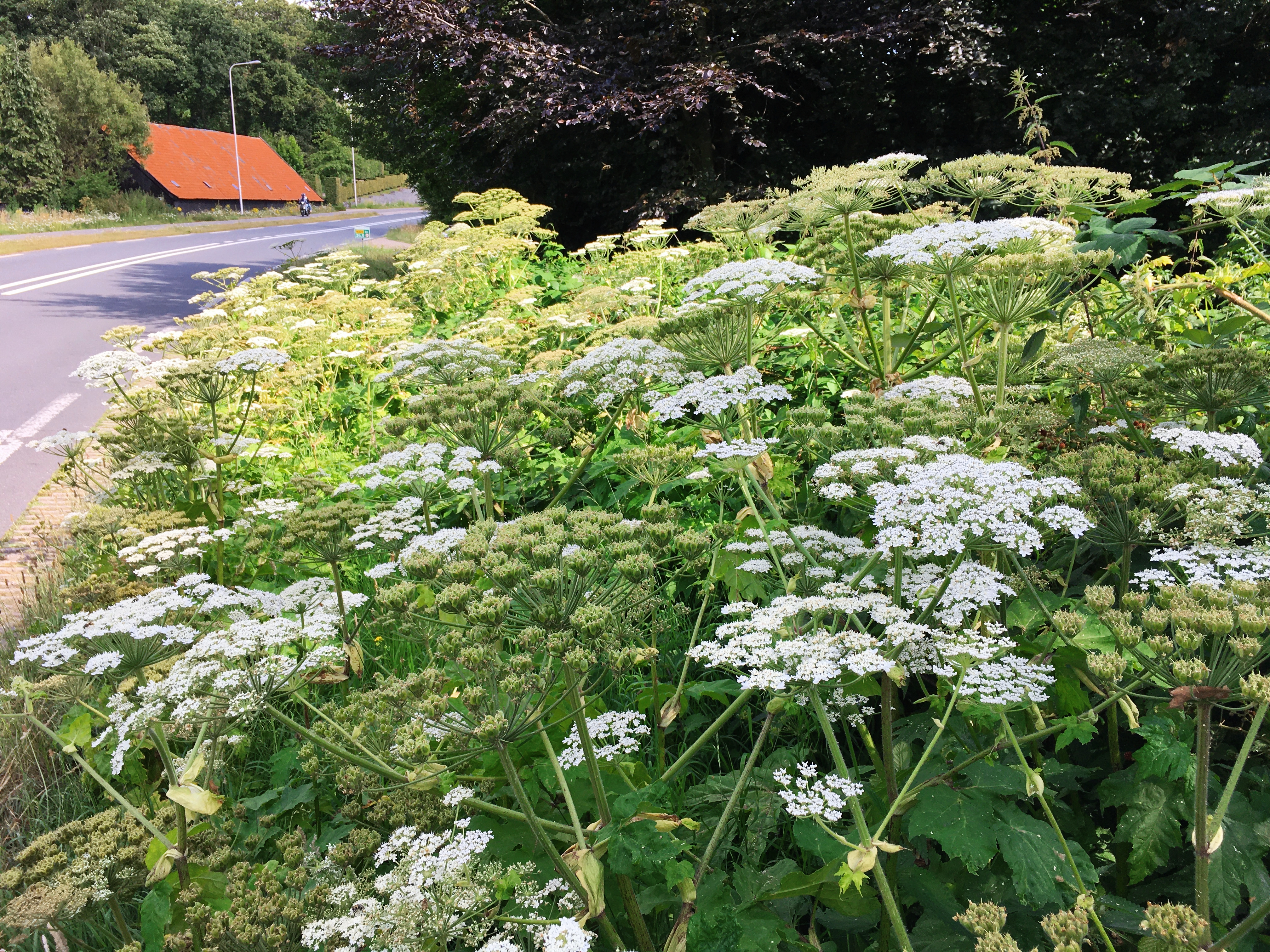
Derivaatgemeenschap met reuzenberenklauw
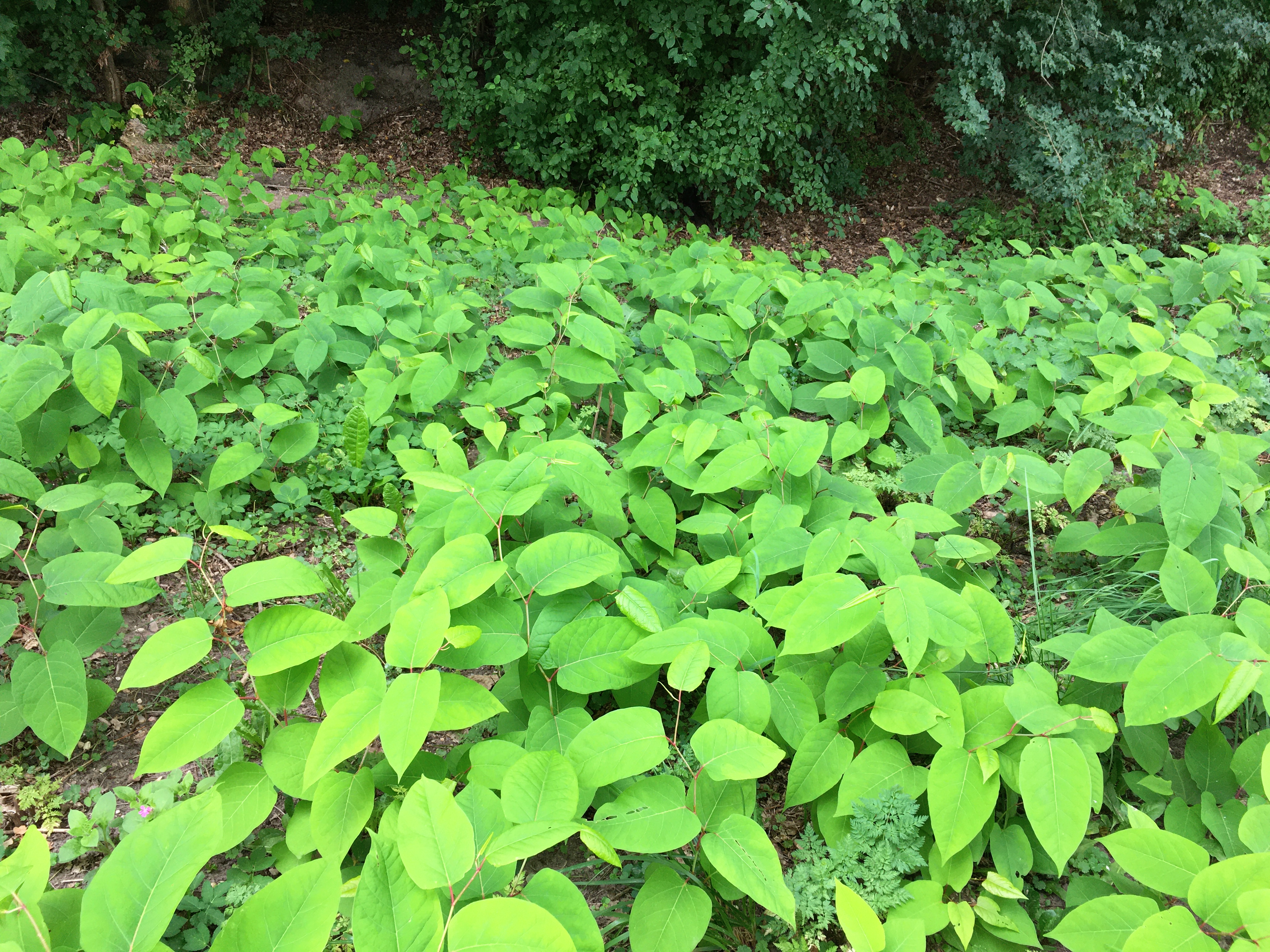
Derivaatgemeenschap met Japanse duizendknoop